# Äquivalenzinteresse
Das Äquivalenzinteresse ist ein Rechtsbegriff aus der deutschen Rechtswissenschaft. Als Äquivalenzinteresse wird das Interesse eines Vertragspartners an der Einhaltung der Leistungspflichten bezeichnet, wie sie sich aus dem zugrunde liegenden Schuldverhältnis ergeben. Betroffen sind davon die vertraglich geschuldeten Hauptleistungs- wie Nebenleistungspflichten gleichermaßen. Ziel ist es also, dass der andere Vertragsteilnehmer die Leistung vollständig und frei von Mängeln bewirkt. Nicht unüblich ist deshalb auch die Bezeichnung als Leistungsinteresse.
Kann ein Verkäufer nicht vollständig und frei von Mängeln leisten, weil die verkaufte Sache beispielsweise untergegangen ist, hat er unter bestimmten Umständen den Schaden auszugleichen, der dem Käufer entstanden ist, weil die Sache mehr wert war als der tatsächlich gezahlte Kaufpreis es wiedergab.
Das Gegenstück zum Äquivalenzinteresse bildet das Integritätsinteresse. Das Integritätsinteresse bezieht sich auf nicht leistungsbezogene Nebenpflichten eines Vertrages, wozu Obhuts-, Schutz- und Rücksichtnahmepflichten zählen.
Die Abgrenzung zwischen den beiden Begriffen ist insbesondere im Schadensrecht von Bedeutung. 